# Ronnbergia brasiliensis
Ronnbergia brasiliensis är en gräsväxtart som beskrevs av Edmundo Pereira och I.A.Penna. Ronnbergia brasiliensis ingår i släktet Ronnbergia och familjen Bromeliaceae. Inga underarter finns listade i Catalogue of Life.